# توبي إدوارد روزنتال
توبي إدوارد روزنتال (بالإنجليزية: Toby Edward Rosenthal)‏ هو رسام وفنان أمريكي، ولد في 15 مارس 1848 في نيو هيفن في الولايات المتحدة، وتوفي في 23 ديسمبر 1917 في ميونخ في ألمانيا.